# إذخر متهدل
إذخر متهدل (الاسم العلمي:Cymbopogon pendulus) هو نوع من النباتات يتبع جنس الإذخر من الفصيلة النجيلية.